# Emil Valentinčič
Emil Valentinčič, slovenski kulturni delavec, * 29. januar 1947, Pevma pri Gorici,  † 14. januar 1985, Pariz. 

## Življenje
Rodil se je v družini mizarja in cerkvenega orglarja Franca Valentinčiča v Pevmi pri Gorici. Osnovno šolo je obiskoval v rojstnem kraju in leta 1966 maturiral na klasičnem liceju v Gorici ter se vpisal na filozofsko fakulteto Univerze v Trstu. Nekaj časa je poučeval na nižji srednji šoli Ivan Trinko v Gorici ter v šolskem letu 1973/1974 do januarja 1978 na trgovskem zavodu Ivan Cankar, ko je nastopil službo prevajalca na goriški občini. Leta 1967 je postal predsednik Prosvetnega društva Jože Abram v Pevmi. Od leta 1966 do 1970 je bil blagajnik pri Slovenskem katoliškem akademskem društvu v Gorici, leta 1970 pa je prevzel vodstvo cerkvenega pevskega zbora v Pevmi ter 1969 stopil v ožji odbor in 1983 postal predsednik Zveze kulturno-prosvetnih organizacij v Gorici ter to funkcijo opravljal do prerane smrti.
Emil Valentinčič je igral vidno vlogo v slovenskih kulturnih in športnih organizacijah v zamejstvu, se zanimal za politično življenje  in pisal v razne slovenske zamejske časopise, predvsem v goriški Novi list. Bil je tudi sodelavec Primorskega slovenskega biografskega leksikona. 